# Despertar (álbum de Guilherme Arantes)
Despertar é o oitavo álbum de estúdio do cantor e compositor paulista Guilherme Arantes, lançado em 1985 pela gravadora CBS. O álbum teve como sucesso a canção "Cheia de Charme", canção composta em homenagem as mulheres cariocas.
O álbum recebeu o disco de ouro pela vendagem superior a 150 mil cópias.

## Recepção da crítica
Edgar Augusto, do Diário do Pará, destacou que "no final das contas, fica nítida impressão de que o músico é bom. E que consegue provar isso. Só que, ao mesmo tempo, não abre mão da chance de ganhar muito dinheiro".

## Faixas
Todas as faixas foram compostas por Guilherme Arantes, exceto as citadas.

### Lado A
1. Cheia de Charme - 4:20
2. Fã Número 1 - 4:18
3. Você Faz a Moda - 4:44
4. Férias de Verão - 4:30
5. Brincar de Viver (Guilherme Arantes/Jon Lucien) - 3:46

Duração: 20:58

### Lado B
1. Olhos Vermelhos - 4:35
2. Estrela Sensual - 4:25
3. Gaivotas - 4:20
4. Perólas de Neon (Instrumental) - 2:09
5. Despertar do Amor - 3:46

Duração: 18:35

## Histórico de lançamento
| País   | Data | Formato | Catálogo         | Gravadora |
| ------ | ---- | ------- | ---------------- | --------- |
| Brasil | 1985 | K7      | 16241            | CBS       |
| Brasil | 1985 | LP      | 138.269          | CBS       |
| Brasil | 1995 | CD      | 866.086/2-479132 | Columbia  |